# Френкели
Френкели (пол. Frenkel) — дворянский род.
Герб Френкель вместе с потомственным дворянством пожалован, за оказанные заслуги, Антону—Эдуарду Самуилову Френкелю, на основании статьи 2-й пункта 3-го Положения о Дворянстве 1836 года, грамотою царя Николая I, 1839 года, 2 января.
Антон-Эдуард Самуилович Френкель (1809—1883) — варшавский банкир, сын крещеных евреев, один из учредителей Центрального банка русского поземельного кредита. В 1857 г. Александр II пожаловал ему титул за «примерное усердие при исполнении возложенных на него правительством поручений особой важности». Герб барона Френкеля (Френкель) внесен в Часть 12 Общего гербовника дворянских родов Всероссийской империи, стр. 34.

## Описание гербов
В красном поле три золотые звезды на черной перевязи, влево; над перевязью пол-орла чёрного, наискось, крылом вверх, а под нею серебряный Меркуриев шишак, ребром крыльев вправо обращенный.
В навершии шлема, дворянскою короною увенчанного, три страусовые пера. Намет красный с серебряным подбоем. В опорах две белые борзые собаки, в золотых ошейниках, смотрящие назад. Под гербом девиз: Sapienter et audacter.

### Герб барона Френкеля
Щит рассечен. В правой золотой части правая половина государственного орла со скипетром в лапе и короной на голове. В левой лазуревой части стоящий золотой лев с червлеными глазами и языком держит в лапах черный якорь с анкерштоком, над ним в ряд три пятиконечные звезды. Щит увенчан баронской короной и двумя дворянскими коронованными шлемами над ней.
Нашлемники: первый — черное орлиное крыло, второй — золотой встающий лев с червлеными глазами и языком, держащий черный якорь с анкерштоком и кольцом. Наметы: справа — черный с золотом, слева — лазуревый с золотом. Щитодержатели: два лазуревых грифа с червлеными глазами и языками, и золотыми носами, имеющие на крыльях по золотой пятиконечной звезде. Девиз: «HONOR VIRTUTIS PREMIUM» золотом на лазуревом.